# Elektrownia jądrowa Gravelines

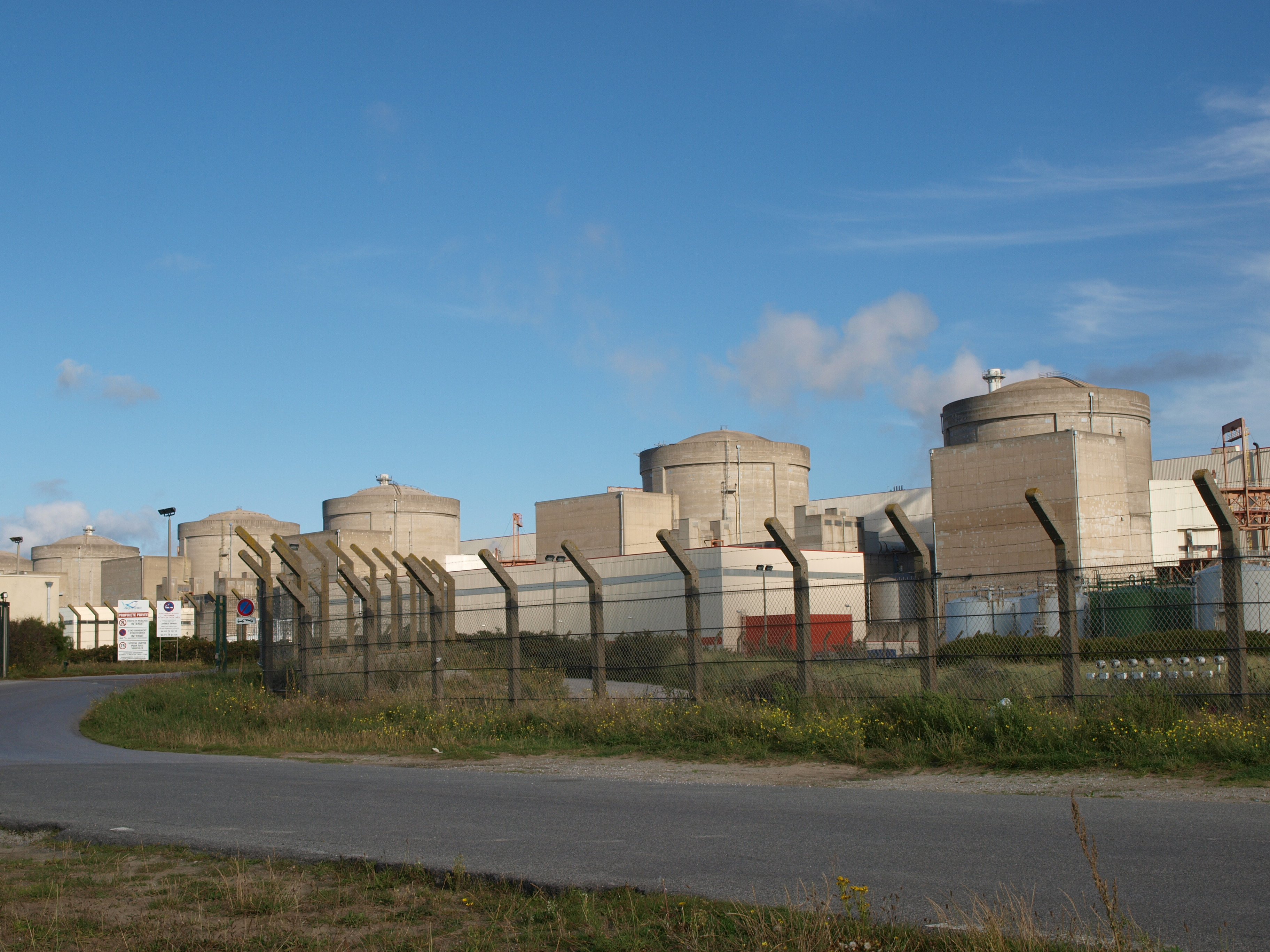
Elektrownia jądrowa Gravelines, rok 2011

Elektrownia jądrowa Gravelines (fr. Centrale nucléaire de Gravelines) – francuska sześcioreaktorowa elektrownia jądrowa położona koło miasta Gravelines, między Calais a Dunkierką (20 km), w regionie Hauts-de-France.
Elektrownia zatrudnia 1680 pracowników. 27 sierpnia 2010 stała się pierwszą elektrownią jądrową na świecie, która wyprodukowała ponad 1000 TWh energii elektrycznej.

## Reaktory
| Nazwa bloku  | Typ reaktora | Producent / Dostawca | Właściciel            | Operator              | Rozpoczęcie budowy  | Stan krytyczny    | Włącz. do sieci  | Praca komercyjna     | Moc elektr. netto (MW) | Moc elektr. brutto (MW) | Moc termiczna (MW) |
| ------------ | ------------ | -------------------- | --------------------- | --------------------- | ------------------- | ----------------- | ---------------- | -------------------- | ---------------------- | ----------------------- | ------------------ |
| Gravelines-1 | PWR (CP1)    | Framatome            | Électricité de France | Électricité de France | 1 lutego 1975       | 21 lutego 1980    | 13 marca 1980    | 25 listopada 1980    | 910                    | 951                     | 2785               |
| Gravelines-2 | PWR (CP1)    | Framatome            | Électricité de France | Électricité de France | 1 marca 1975        | 2 sierpnia 1980   | 26 sierpnia 1980 | 1 grudnia 1980       | 910                    | 951                     | 2785               |
| Gravelines-3 | PWR (CP1)    | Framatome            | Électricité de France | Électricité de France | 1 grudnia 1975      | 30 listopada 1980 | 12 grudnia 1980  | 1 czerwca 1981       | 910                    | 951                     | 2785               |
| Gravelines-4 | PWR (CP1)    | Framatome            | Électricité de France | Électricité de France | 1 kwietnia 1976     | 31 maja 1981      | 14 czerwca 1981  | 1 października 1981  | 910                    | 951                     | 2785               |
| Gravelines-5 | PWR (CP1)    | Framatome            | Électricité de France | Électricité de France | 1 października 1979 | 5 sierpnia 1984   | 28 sierpnia 1984 | 15 stycznia 1985     | 910                    | 951                     | 2785               |
| Gravelines-6 | PWR (CP1)    | Framatome            | Électricité de France | Électricité de France | 1 grudnia 1979      | 21 lipca 1985     | 1 sierpnia 1985  | 25 października 1985 | 910                    | 951                     | 2785               |

## Wkład w gospodarkę
Przez 30 lat pracy, do 2010 roku, elektrownia odprowadziła do gospodarki około 4 mld euro w postaci pensji pracowników i około 3,6 mld euro w postaci podatków. Na utrzymanie obiektu wydano przez ten czas około 4 mld euro. Rocznie elektrownia wydaje na różnorodne prace kontraktowe, głównie lokalnym podwykonawcom, około 120 mln euro.